# Kunstjahr 1916
Liste der Kunstjahre

◄ | 1912 | 1913 | 1914 | 1915 | Kunstjahr 1916 | 1917 | 1918 | 1919 | 1920 | ►

Weitere Ereignisse
Dieser Artikel behandelt das Kunstjahr 1916.

## Ereignisse

### Dadaismus
Hugo Ball, Emmy Hennings, Tristan Tzara, Richard Huelsenbeck, Marcel Janco und Hans Arp gründen in Zürich die künstlerische und literarische Bewegung des Dadaismus. Dada zeichnet sich durch Ablehnung „konventioneller“ Kunst bzw. Kunstformen und bürgerlicher Ideale aus. Vom Dada gehen erhebliche Impulse auf die Kunst der Moderne bis hin zur heutigen Zeitgenössischen Kunst aus.

### Architektur

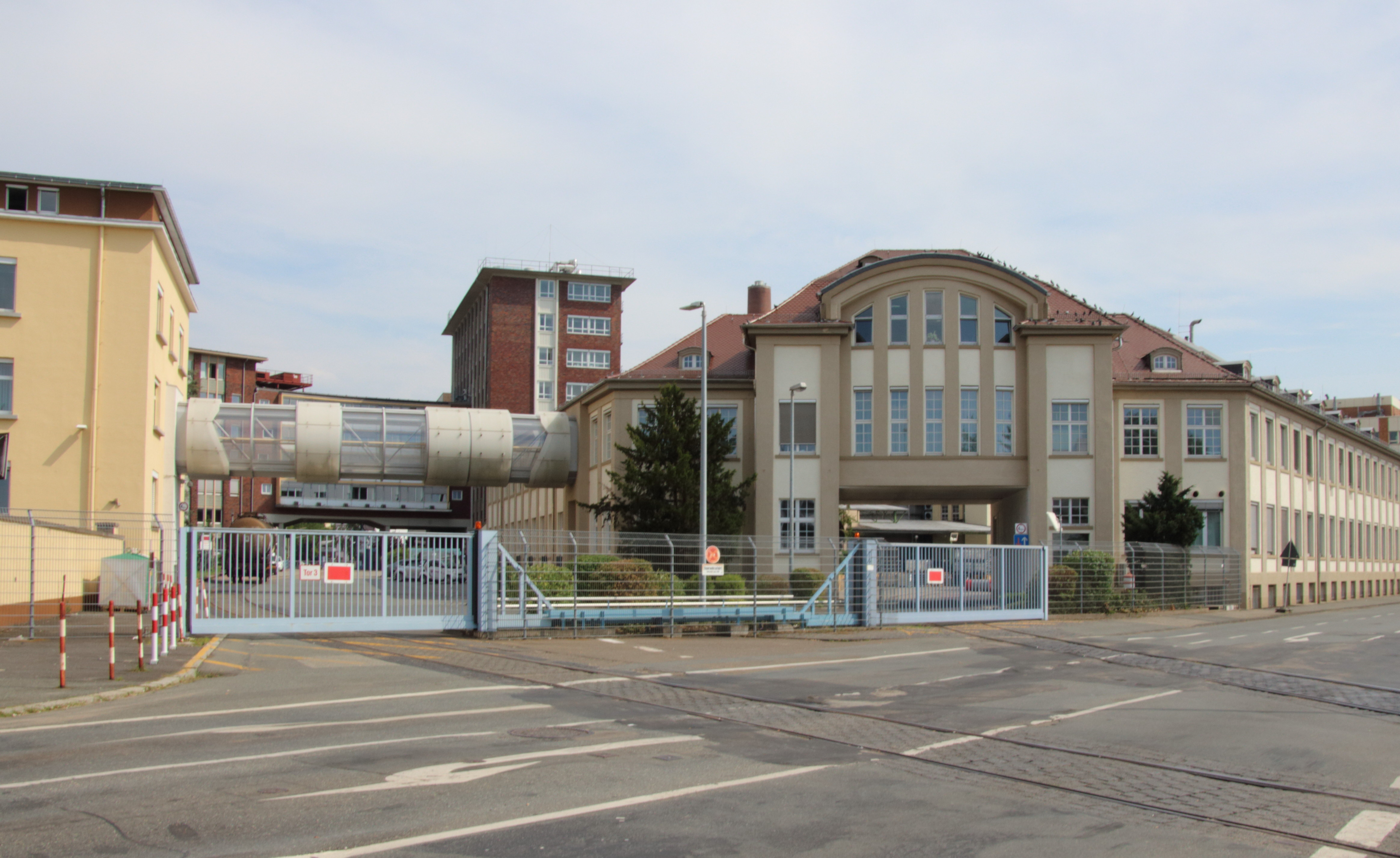
Das Gebäude heute

- Der Portalbau Röhm wird vom Architekten Karl Klee erbaut.

### Bildhauerei
- 31. August: Otto Walter findet in Aigeira den Kopf einer Zeusstatue, die vermutlich von dem athenischen Bildhauer Eukleides stammt.

### Museen und Ausstellungen
- 17. Januar: Die am 19. Dezember des Vorjahres eröffnete Kunstausstellung 0.10 der Suprematisten in der Galerie Dobytschina Petrograd endet.
- März: Mit der von Architekt Carl Bergsten errichteten Liljevalchs konsthall auf Djurgården in Stockholm wird der erste unabhängige Ausstellungsplatz Schwedens für zeitgenössische Kunst eröffnet.

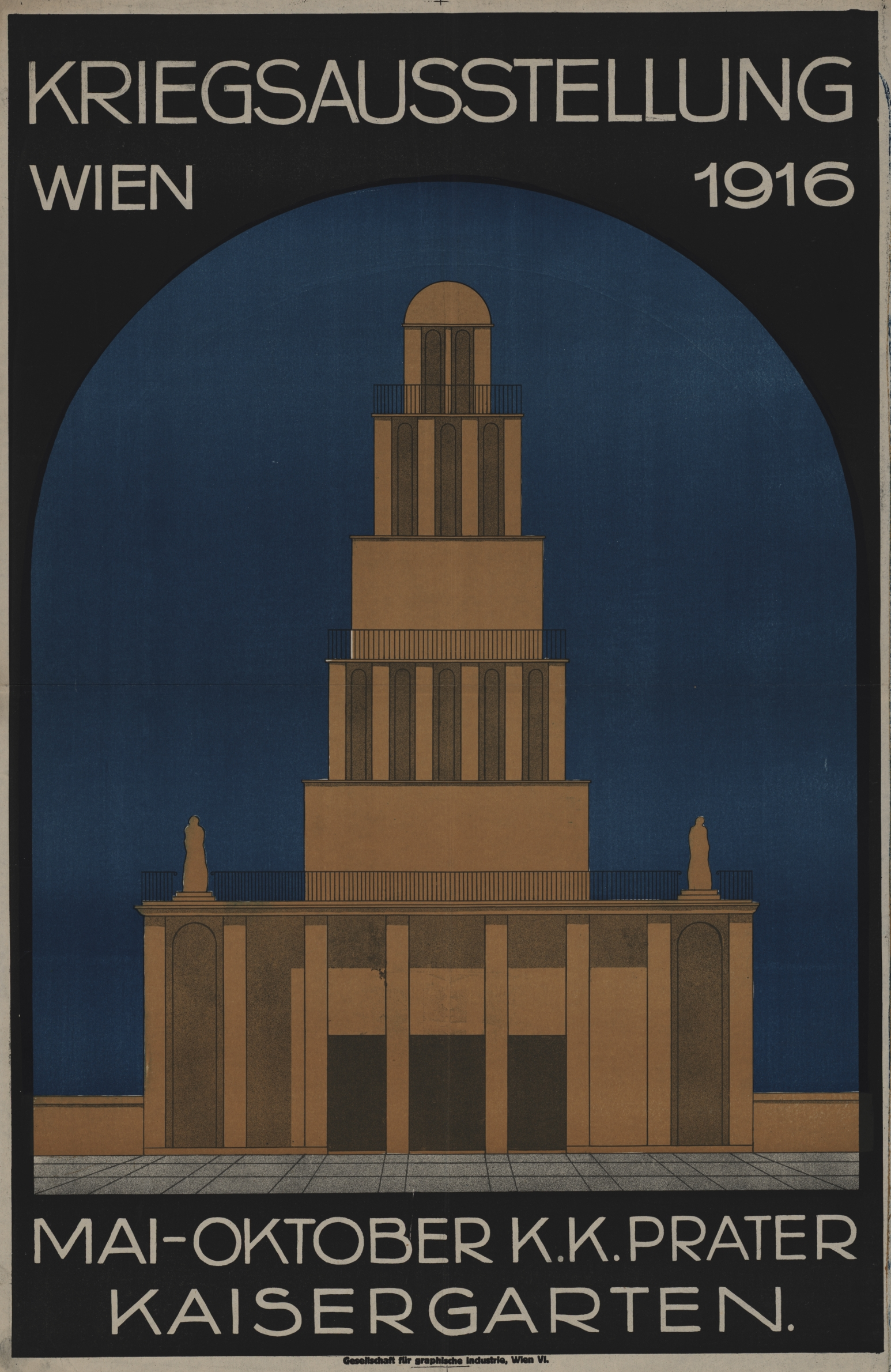
Plakat der Kriegsausstellung 1916

- 1. Juli: Propaganda im Ersten Weltkrieg: Die Kriegsausstellung 1916 im Wiener Prater wird eröffnet. Während bisherige Ausstellungen der Anbahnung wirtschaftlicher Beziehungen dienten, ermöglicht man mit dieser Ausstellung einen Einblick in die Kriegsführung und belehrt die Bevölkerung, wofür die Mittel, die dafür aufgewendet werden müssten, im Kriege gebraucht würden. Der österreichische Architekt und Professor an der Kunstgewerbeschule Wien Carl Witzmann erhält den Auftrag zur Errichtung der Leistungsschau. Die Ausstellung findet im Kaisergarten und der Gallitzinwiese des Wiener Praters statt und umfasst 25 Abteilungen auf 50.000 Quadratmetern. Große Mengen erbeuteter Trophäen der Kriegsfeinde, sowie Kampfmittel der Artillerie, Infanterie und der Marine werden zur Schau gestellt. Es werden ganze Schützengrabensysteme ausgehoben, um dem Publikum einen erlebbaren Eindruck des Frontlebens zu veranschaulichen. Die medialen Propagandamittel, wie Fotografie und Film, die im Ersten Weltkrieg zum ersten Mal verstärkt eingesetzt werden, sowie Kunst und Kriegsliteratur umfassen eigene Abteilungen. Die Versorgung von Verwundeten und das damit verbundene Sanitätswesen, aber auch die Eingliederung der Kriegsinvaliden in die Gesellschaft werden ebenfalls zur Schau gestellt.
- 31. August: In Hannover wird die Kestnergesellschaft gegründet.
- September: Christopher Nevinson zeigt eine Ausstellung von Bildern, die unter dem Eindruck seiner Erfahrungen als Sanitäter in Frankreich entstanden sind. Dadurch wird das War Propaganda Bureau auf ihn aufmerksam.

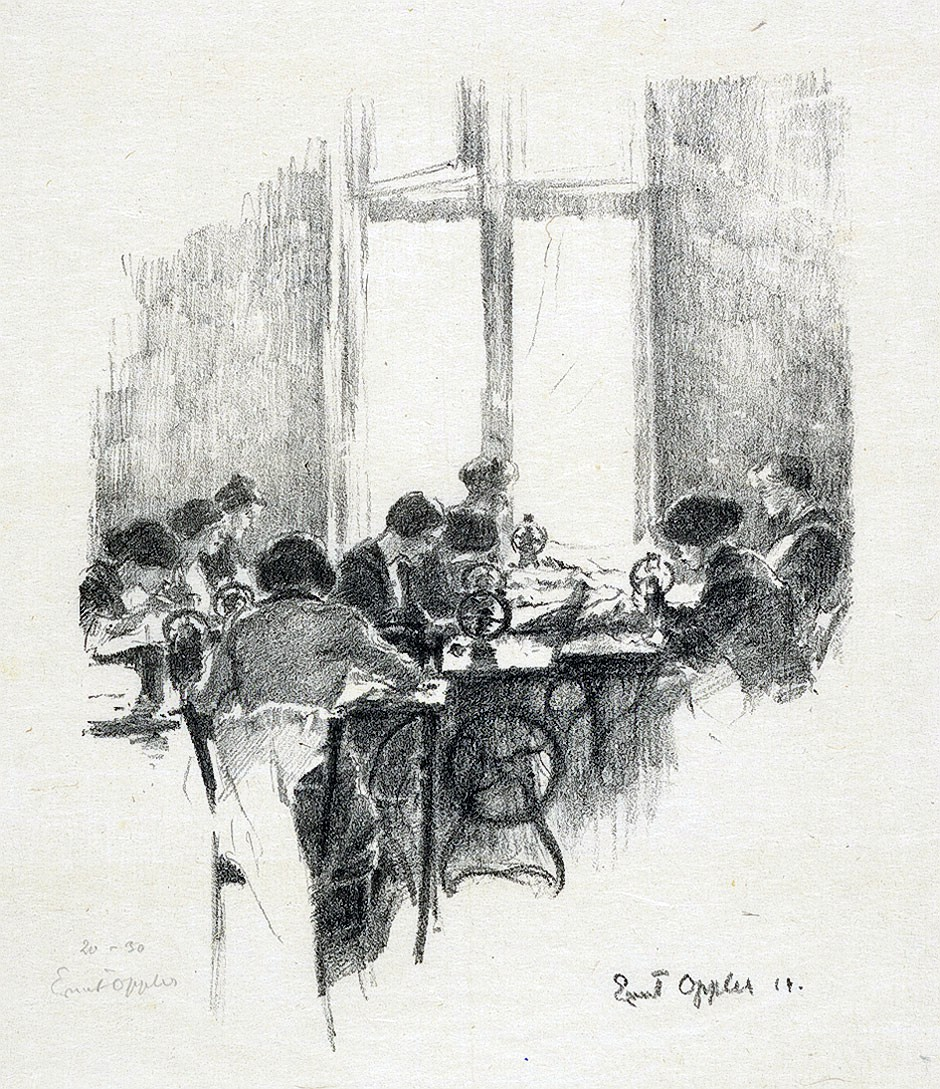
Ernst Oppler: Kriegsnähstube, Lithographie

- Das Kestner-Museum zeigt eine Retrospektive des grafischen Werks von Ernst Oppler.
- Das Cleveland Museum of Art wird eröffnet.

## Geboren
- 04. Januar: Jan Kotík, tschechischer Maler († 2002)
- 23. Januar: David Douglas Duncan, US-amerikanischer Fotograf († 2018)
- 23. Januar: Olaf Andreas Gulbransson, deutscher Architekt und Kirchenbaumeister († 1961)

- 10. Februar: Ahiam Shoshany, französisch-israelischer Bildhauer († 2005)

- 16. März: Gerhard Ernst Erich Ahnfeldt, deutscher Zeichner und Maler († 1964)
- 30. März: Carl Helmut Steckner, deutscher Maler, Journalist und Regionalforscher († 2003)

- 26. April: Werner Bischof, Schweizer Fotograf († 1954)
- 27. April: Peter Keetman, deutscher Fotograf († 2005)

- 17. Mai: Bele Bachem, deutsche Grafikerin, Buchillustratorin und Bühnenbildnerin († 2005)
- 21. Mai: Erich Dittmann, deutscher Maler, Grafiker, Zeichner († 1999)

- 10. Juni: Heinz Mäde, deutscher Maler († 2004)
- 14. Juni: Wilhelm Aduatz, österreichischer Architekt († 1978)
- 18. Juni: Jean Géraud André, französischer Filmarchitekt und Ausstatter († 1980)

- 15. August: Heinz Oestergaard, deutscher Modedesigner († 2003)

- 26. September: Fritz Köthe, deutscher Maler und Grafiker († 2005)
- 28. September: Ernst Wille, deutscher Maler († 2005)

- 29. Oktober: Slim Aarons, US-amerikanischer Fotograf († 2006)

- 03. November: Harry Lampert, US-amerikanischer Cartoonist und Autor († 2004)
- 05. November: Franz K. Opitz, Schweizer Maler und Fotograf († 1998)
- 08. November: Peter Weiss, deutscher Schriftsteller, Maler und Graphiker († 1982)
- 10. November: Louis le Brocquy, irischer Maler († 2012)

- 08. Dezember: Ernst Maria Lang, deutscher Architekt und Karikaturist († 2014)
- 09. Dezember: Wolfgang Hildesheimer, deutscher Schriftsteller und Maler († 1991)
- 27. Dezember: Friedrich von Bömches, deutscher Maler († 2010)

## Gestorben
- 08. Januar: Rembrandt Bugatti, italienischer Bildhauer (* 1884)
- 09. Januar: Tadeusz Ajdukiewicz, polnischer Porträt-, Genre- und Militärmaler (* 1852)
- 17. Januar: Marie Bracquemond, französische Malerin des Impressionismus (* 1840)
- 26. Januar: William Shakespeare Burton, englischen Genre-Maler (* 1824)

- 13. Februar: Vilhelm Hammershøi, dänischer Maler (* 1864)

- 04. März: Franz Marc, deutscher Maler und Mitgründer der Künstlervereinigung „Blauer Reiter“ (* 1880) Franz Marc, 1910

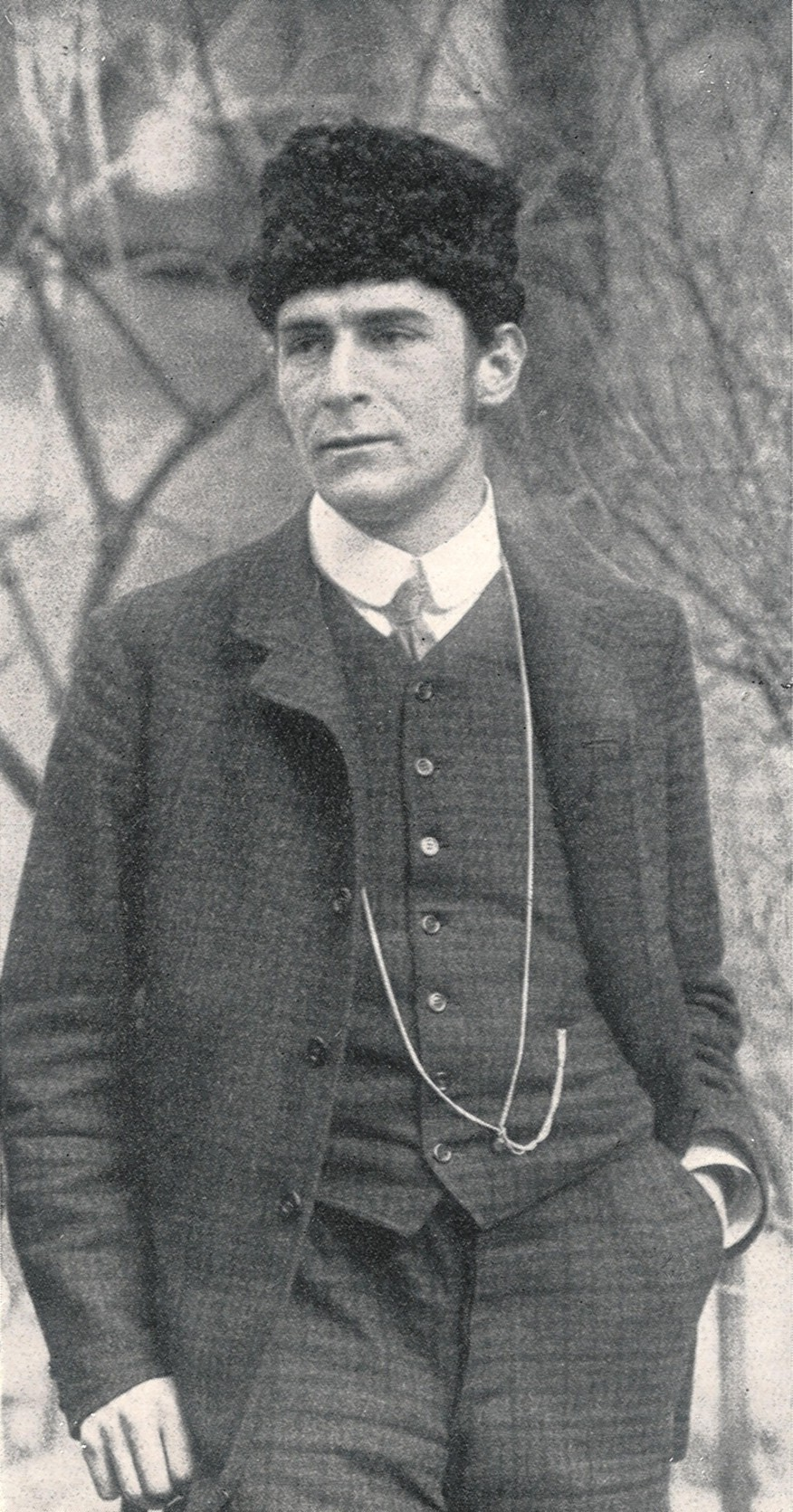
Franz Marc, 1910

- 27. April: Bruno Schmitz, deutscher Architekt (* 1858)

- 01. Mai: Rudolf Hirth du Frênes, deutscher Maler (* 1846)
- 02. Mai: Jules Blanchard, französischer Bildhauer (* 1832)

- 25. Juni: Thomas Eakins, US-amerikanischer Maler (* 1844)
- 27. Juni: Ștefan Luchian, rumänischer Maler (* 1868)

- 06. Juli: Odilon Redon, französischer Maler des Impressionismus (* 1840)

- 16. August: Umberto Boccioni, italienischer Maler und Bildhauer (* 1882)

- 12. Oktober: Paul Weber, deutscher Maler (* 1823)
- 18. Oktober: Ignacio Pinazo, spanischer Maler (* 1849)
- 25. Oktober: William Merritt Chase, US-amerikanischer Maler, entwickelte einen eigenen amerikanischen Impressionismus (* 1849)
- 31. Oktober: Tina Blau, österreichische Malerin (* 1845)